# ITF Changwon Women's Challenger Tennis 2013
L'ITF Changwon Women's Challenger Tennis 2013 è stato un torneo di tennis facente parte della categoria ITF Women's Circuit nell'ambito dell'ITF Women's Circuit 2013. Il torneo si è giocato a Changwon in Corea del Sud dal 27 maggio al 2 giugno 2013 su campi in cemento e aveva un montepremi di $25,000.

## Vincitrici

### Singolare
Risa Ozaki ha battuto in finale  Zhang Yuxuan con il punteggio di 6–4, 6–4

### Doppio
Chan Chin-wei /  Liu Chang hanno battuto in finale  Han Sung-hee /  Kim Ju-eun con il punteggio di 6–0, 6–2